# Spring (singel)
Spring – singel niemieckiego zespołu muzycznego RMB wydany 29 kwietnia 1996 roku.

## Lista utworów
- CD maxi singel (29 kwietnia 1996)[1]

1. „Spring” (Vocal Mix) – 6:15
2. „Spring” (Straight Mix) – 4:52
3. „Whispering” – 5:33
4. „Spring” (Video Mix) – 3:23

- Płyta gramofonowa, maxi singel (1996)[1]

1. „Spring” (Straight Mix) – 4:52
2. „Spring” (Microwave Prince Mix) – 4:58
3. „Spring” (Kadoc Mix) – 6:17
4. „Spring” (Vocal Mix) – 6:15

- Płyta gramofonowa, maxi singel (1996)[1]

1. „Spring” (Kadoc Mix) – 6:17
2. „Spring” (Microwave Prince Mix) – 4:58
3. „Spring” (Future Breeze Mix) – 9:05
4. „Spring” (Hitchhiker & Dumondt Mix) – 8:34

## Teledysk
Do utworu powstał teledysk.

## Notowania na listach przebojów
| Kraj       | Lista (1996–1997) | Najwyższa pozycja | Certyfikat |
| ---------- | ----------------- | ----------------- | ---------- |
| Niemcy     | Top 100 Singles   | 7                 | złoto      |
| Szwajcaria | Singles Top 50    | 7                 | –          |
| Holandia   | Single Top 50     | 11                | –          |
| Finlandia  | Top 20 Singles    | 18                | –          |
| Austria    | Singles Top 40    | 22                | –          |

## Wersja z Talla 2XLC

### Wydanie i teledysk
W 2003 roku została wydana wersja z gościnnym udziałem niemieckiego producenta Talla 2XLC, do której powstał teledysk.

### Notowania na listach przebojów
| Kraj    | Lista (2003–1997) | Najwyższa pozycja |
| ------- | ----------------- | ----------------- |
| Niemcy  | Top 100 Singles   | 38                |
| Austria | Singles Top 75    | 60                |